# La Chute de Pompéi
La Chute de Pompéi (The Fires of Pompeii) est le 2e épisode de la quatrième saison de la deuxième série de la série télévisée de science-fiction britannique Doctor Who. Il a été diffusé pour la première fois le 12 avril 2008 sur BBC One. C'est le premier épisode dans lequel le Docteur fait voyager Donna Noble, sa nouvelle compagne. L'épisode a été filmé dans les studios italiens Cinecittà ; c'était la première fois depuis la reprise de la série que l'équipe de production de Doctor Who décidait de tourner à l'étranger.
L'histoire se déroule un peu avant l'éruption du mont Vésuve en 79. Dans cet épisode, le Docteur est confronté à un dilemme moral : il ne sait pas s'il doit ou non sauver les habitants de Pompéi. Les activités du Docteur dans la ville sont entravées par les Pyroviles - une race extraterrestre - et leurs alliées les sibylles, les Pyroviles cherchant à se servir du volcan pour transformer les humains en créatures de pierre. Dans cet épisode, on peut découvrir Karen Gillan dans le rôle d'une prêtresse avant qu'elle ne joue le rôle d'Amy Pond, la compagne du 11e Docteur. De même, on retrouve Peter Capaldi dans le rôle d'un négociant romain en marbre, Caecilius, bien avant qu'il n'incarne le 12e Docteur.
Les critiques sur La Chute de Pompéi sont partagées. Le choix auquel est confronté le Docteur et l'insistance de Donna pour sauver au moins une famille de Pompéi ont été largement appréciés. Cependant, l'écriture de l'épisode a été critiquée, en particulier en ce qui concerne les seconds rôles : les dialogues sont décrits comme « unidimensionnels » et ceux de Peter Capaldi et Phil Davis comme « pleurnichards et hargneux ».

## Distribution
- David Tennant : Le Docteur
- Catherine Tate : Donna Noble
- Phil Cornwell : Le teneur de stand
- Karen Gillan : La devineresse
- Sasha Behar : Spurrina
- Lorraine Burroughs : Thalina
- Peter Capaldi : Caecilius
- Tracey Childs : Metella
- Francesca Fowler : Evelina
- Francois Pandolfo : Quintus
- Victoria Wicks : La grande prêtresse
- Gerard Bell : Major Domo
- Phil Davis : Lucius

## Résumé
Donna Noble et le Docteur arrivent dans une ville antique qu'ils pensent être Rome, mais qui s'avère être Pompéi, un jour avant sa destruction par l'éruption du Vésuve en l'an 79 ap. J.-C.. Ils retournent vers l'endroit où ils avaient laissé le TARDIS, mais constatent sa disparition ; un marchand l'a vendu au sculpteur de marbre Lucius Caecilius.
Les Pyroviles, des créatures extra-terrestres semblables à des golems, dont la planète d'origine a été « perdue » (comme 25 autres planètes dans La Terre volée) vivent à l'intérieur du Vésuve. Ils opèrent secrètement avec l'aide des prêtresses de la Sibylle, et de l'augure Lucius Dextrus. En grandissant dans le corps des humains, les Pyroviles leur donnent des visions de l'avenir. Mais en contrepartie, les humains sont peu à peu transformés en pierre.
Les prêtresses de la Sibylle ont des visions étonnamment exactes de l'avenir, mais un problème demeure : aucune n'est capable de voir que le Vésuve entrera en éruption et détruira toute la ville.
Le Docteur découvre que les Pyroviles souhaitent se répandre sur toute la Terre pour remplacer leur propre planète qui a mystérieusement disparue. Le Docteur les en empêche et déclenche lui-même l'éruption du Vésuve afin d'éviter le massacre de toute la planète.
Donna insiste pour sauver au moins une personne de l'éruption, le Docteur transporte donc la famille de Caecilius à l'écart de la ville. On retrouve la famille un an plus tard, alors qu'elle s'est établie à Rome.

## Continuité
- Dans une de ses conversations avec les Pyroviles, le Docteur fait référence à la Proclamation de l'Ombre, un code inter-galactique déjà évoqué dans Rose, L'Invasion de Noël, Londres 2012, et Le Retour de Donna Noble.
- La cascade de Méduse, mentionnée pour la première fois par le Maître dans Le Dernier Seigneur du temps, est référencée dans cet épisode[5].
- Le Docteur fait aussi allusion aux événements de l'épisode du premier Docteur « The Romans » (1965) en admettant indirectement une part de responsabilité dans le grand incendie de Rome ; cette référence à un épisode de la première série a été introduite par James Moran.
- La vente du TARDIS en tant qu'objet d'art moderne est un clin d'œil à un des épisodes favoris de Moran, City of Death[6].
- Cet épisode permet de répondre à une question que se sont posée les fans de la nouvelle série, à savoir : « pourquoi le Docteur épargne-t-il les humains de l'époque contemporaine, mais reste-t-il strict au sujet de l'Histoire ? »
- On retrouve le fil rouge de la saison lorsque Lucius Dextrus dit au Docteur cette phrase : « Elle est de retour », en rapport au retour de Rose.
- Lucius Dextrus a également une prémonition qui concerne Donna : « Et vous, fille de Londres, il y a quelque chose dans votre dos ».
- Le Docteur fait montre de son talent de prestidigitateur, en faisant apparaître une pièce de monnaie, un talent auquel avait souvent recours sa septième incarnation.

## Remarques
Peter Capaldi qui interprète Caecilius (le père de la famille) a été choisi en 2013 pour prendre la suite de Matt Smith dans le rôle du Docteur, il est donc le 12e Docteur.
Karen Gillan a également joué dans cet épisode en tant que Sibylle (au début de l'épisode, c'est elle qui suit le docteur et Donna). Elle sera choisie pour jouer Amy Pond, la compagne principale du 11e Docteur.

## Référence
Lucius Caecilius Iucundus, dont les restes de la villa sont encore visibles à Pompei, est un personnage ayant réellement existé, mais celui-ci était banquier. Il avait une femme appelée Metella et deux fils dont un appelé Quintus.
Dans la villa de Caecilius, lorsque le volcan tremble pour la première fois, on peut clairement voir une référence à Mary Poppins, la scène reprenant le jeu d'acteurs et la disposition des éléments de celle dans la maison des Banks au début du film.

## Production

### Écriture
Russell T Davies avait eu l'idée d'inclure la chute de Pompéi dès la première saison, après avoir vu le docufiction Le Dernier Jour de Pompéi.
Cet épisode a été écrit par James Moran, connu dans le Whoniverse pour avoir écrit l'épisode de Torchwood Alien mortel. Celui-ci raconte avoir eu des difficultés pour écrire cet épisode et avoir au moins réécrit le texte d'ouverture une vingtaine de fois. Les Pyroviles ont connu beaucoup de changements au cours de l'écriture du script, s'étant appelés les Pyrovillaxians ou les Pyrovellians.
Moran a travaillé étroitement avec Davies à cause des contraintes plus spécifiques imposées par le tournage et c'est de Davies que viennent les idées de blagues linguistiques, s'inspirant de la bande dessinée Asterix, comme Lucius Petrus Dextrus (Lucius au Bras Droit Pétrifié) ; TK Maxximus, un jeu de mots avec T.K. Maxx, une chaîne de magasins anglaise ; et Spartacus : la phrase « Je suis Spartacus » est un clin d'œil au film de 1960 Spartacus,. Moran a trouvé les noms de Metella et Quintus Caecilius en relisant des manuels de latin de Cambridge, seul le personnage d'Evelina est une fantaisie,.
En effet, dans ce manuel, on trouve la famille Caecilius, une famille qui périt à Pompéi le jour de l'éruption, et cet épisode crée une histoire alternative où ils seraient sauvés par le Docteur et iraient à Rome.
La phrase « excusez mon amie, elle vient de Barcelone » est une référence à une phrase récurrente de la série L'Hôtel en folie. La phrase que prononce le Docteur dans le pré-générique, « c'est le jour du volcan », renvoie à sa discussion avec le Capitaine Jack Harkness dans la saison 1 : lors de l'épisode Le Docteur danse Jack avoue avoir utilisé à de nombreuses reprises la journée du volcan de Pompéi pour arnaquer des investisseurs.
Cet épisode est évidemment basé sur la question morale posée par Donna : faut-il prévenir la population ou laisser s'écouler l'Histoire,. Davies et Moran ont assez apprécié le jeu de Catherine Tate permettant d'humaniser le personnage du Docteur lors de situations « perdant-perdant ».

### Tournage

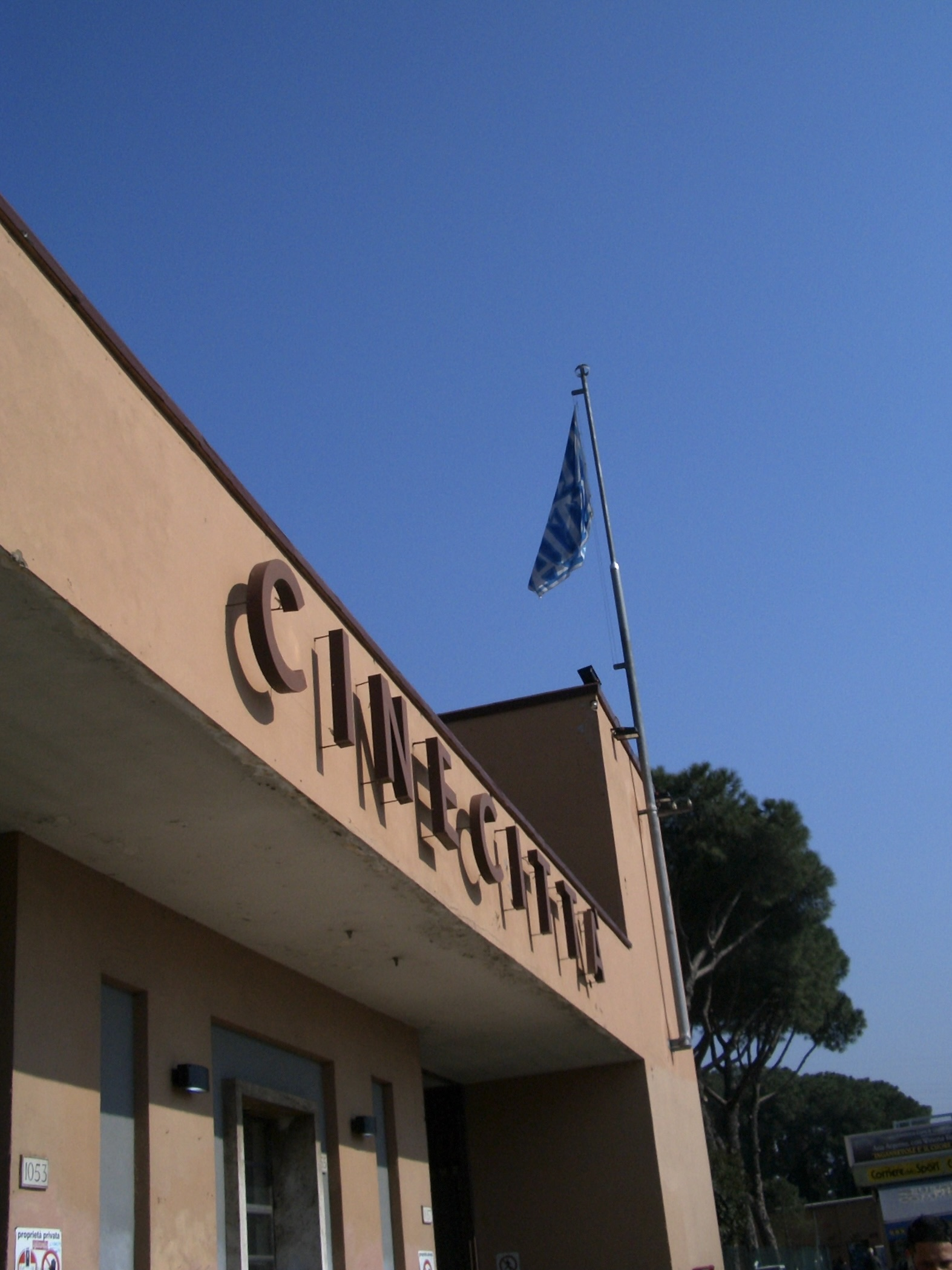
Entrée des studios de Cinecittà à Rome.

L'épisode a été tourné dans les studios de Cinecittà à Rome en septembre 2007. Comme le Livre VI de Kaamelott, elle réutilise les décors de la série télévisée Rome. Quelques scènes ont été tournées à Malte et au Pays de Galles, mais la majeure partie de l'épisode a été tournée en Italie. C'est la première fois depuis 1996 (le téléfilm Le Seigneur du Temps ayant été tourné à Vancouver) qu'un épisode de Doctor Who était tourné principalement en dehors de l'Angleterre,.
Les scènes d'intérieur au Temple de la Sibylle ont néanmoins été tournées au temple de la paix à Cardiff.